# Trzciel
Trzcielⓘ (entre 1793 e 1945 em alemão: Tirschtiegel) é um município no oeste da Polônia. Pertence à voivodia da Lubúsquia, no condado de Międzyrzecz. É a sede da comuna urbano-rural de Trzciel. Entre 1975 e 1998, a cidade pertenceu administrativamente à voivodia de Gorzów.
Estende-se por uma área de 3,0 km², com 2 297 habitantes, segundo o censo de 31 de dezembro de 2021, com uma densidade populacional de 765,7 hab./km².
Trzciel está localizada na histórica região da Grande Polônia. Tradicionalmente, a cidade era dividida em Trzciel Stary, na margem direita, e Trzciel Nowy, na margem esquerda, com seus próprios mercados.

## História
A vila estava originalmente ligada à Grande Polônia e, temporariamente, à Baixa Silésia e à Marca de Brandemburgo. Ela tem origens medievais e existe desde pelo menos o início do século XIV. É mencionada pela primeira vez em um documento escrito em latim em 1307 como “Trzczel”, e mais tarde também em 1319 “Forstetel”, 1338 “Trzel”, 1393 “Trzel”, 1398 “Triczel”, 1403 “Trzczel”, 1403 “Turschodel, Turschodil”, 1404 “Trzeczel”, 1407 “Trczel”, 1422 “Trzcel”, 1423 “Trczelcze”, 1426 “Trcel”, 1428 “Trzrczel”, 1434 “Trczyel”, 1465 “Trzeczl”, 1507 “Trzczyel”, 1507 “Trzcziel”, 1525 “Trzcyel”, 1535 “Tzrzczyel”.
Trzciel foi mencionada pela primeira vez em documentos em 1307, mas a área já estava estabelecida no início da Idade Média. Na margem leste do rio Obra, cerca de 500 metros a nordeste da ponte sobre o rio Obra, em uma duna, os arqueólogos descobriram um castelo de mota cônico, que foi destruído por um incêndio. Em 10 de agosto de 1319, Henryk (II Wierny) e Przemek, os duques de Głogów, reconheceram a soberania do marquês Waldemar de Brandemburgo, cedendo suas terras a ele, incluindo as do rio Obra. Em 14 de agosto de 1319, Waldemar morreu, o que frustrou os planos de incorporar Trzciel a Brandemburgo. Como cidade, a localidade foi mencionada em 1394, mas Trzciel recebeu direitos de cidade provavelmente antes dessa data, muito provavelmente devido à localização da família Borkowic, que, no século XIV, construiu chaves de propriedade, entre outras, em torno de Koźmin, Grodzisk e Sieraków. A partir de 1407, Trzciel foi a sede de uma paróquia e, a partir de 1510, passou a pertencer à forania de Międzyrzecz. Em 1434, a cidade pertencia ao condado de Poznań da Coroa do Reino da Polônia. Na virada dos séculos XIV e XV, um castelo em Trzciel foi registrado várias vezes. Durante a Guerra dos Treze Anos, Trzciel enviou 2 soldados de infantaria em 1458 para auxiliar a guarnição polonesa sitiada no Castelo de Malbork.
A indústria local vinha se desenvolvendo na cidade desde a Idade Média. Em 1379, foi registrada a construção de um moinho de água e de uma serraria, que eram movidos por rodas d'água. Entre 1420 e 1580, foram registrados dois moinhos locais, incluindo um chamado Mitręga, localizado na propriedade de Trzciel, bem como um folusz, uma máquina que tem sido utilizada desde a Alta Idade Média para processar, compactar e refinar tecidos, com três rodas e uma serra. A partir de 1508, foi registrado um moinho de martelo, uma oficina na era pré-industrial que era normalmente usada para fabricar produtos semiacabados de ferro forjado, uma forja que produzia produtos de metal, e era movida a água e que tinha inicialmente uma roda e, posteriormente, duas e três rodas. De 1462 a 1463, a cidade pagou um imposto chamado tziza em parcelas.
A cidade foi mencionada em documentos históricos, legais, de propriedade e tributários. No início, era uma propriedade real e, mais tarde, por meio de aquisições e concessões, tornou-se uma cidade privada nobre. Em 1466, foram registrados o vereador Stephen (Stephanus) e sua viúva Jadwiga de Lwówek, que litigou com James, o novo vereador da cidade, devido a seis multas que seu falecido marido havia legado a ela. Em 1537, outro vereador nobre, Jan Rosnowski, foi mencionado.
Em 1582, a cidade estava localizada no condado de Poznań, na voivodia de Poznań, na República das Duas Nações. Como resultado da Segunda Partição da República das Duas Nações em 1793, a cidade passou para a posse da Prússia e, como toda a região da Grande Polônia, ficou sob a partição prussiana.
Inicialmente, a cidade se desenvolveu na margem direita do rio Obra, mas no século XVIII uma segunda cidade, Nowy Trzciel, foi fundada na margem esquerda, onde os protestantes vindos da Silésia e de Brandemburgo se estabeleceram. A fusão das duas cidades ocorreu em 1 de outubro de 1888. Um obelisco comemorativo, que permaneceu até 1945 na Praça do Mercado de Nowy Trzciel, era um lembrete disso. Segundo as resoluções do Tratado de Versalhes de 1920, a fronteira polaco-alemã dividiu Trzciel, deixando o centro da cidade do lado alemão, enquanto a estação ferroviária (linha Międzychód-Zbąszyń) ficou com a Polônia. No período entre guerras, um posto avançado da Guarda de Fronteira da 1.ª linha “Trzciel” estava estacionado na cidade.

## Hoje em dia
Trzciel contemporânea é uma pequena cidade às margens do rio Obra, localizada entre os lagos: Młyński e Wielki, perto da autoestrada A2. É um centro local de serviços e lazer. A cidade é conhecida por seus produtos de vime e de corte de madeira (móveis, cestas) e pelo cultivo de aspargos. Uma conhecida rota de canoagem leva ao longo do rio Obra.

## Demografia
Conforme os dados do Escritório Central de Estatística da Polônia (GUS) de 31 de dezembro de 2022, Trzciel é uma cidade muito pequena com uma população de 2 244 habitantes (40.º lugar na voivodia de Lublin e 834.º na Polônia), tem uma área de 3,04 km² (41.º lugar na voivodia de Lublin e 923.º lugar na Polônia) e uma densidade populacional de 738,16 hab./km² (25.º lugar na voivodia de Lublin e 452.º lugar na Polônia). Nos anos 2002–2021, o número de habitantes diminuiu 3,8%.
Os habitantes de Trzciel constituem cerca de 3,97% da população do condado de Międzyrzecz, constituindo 0,23% da população da voivodia da Lubúsquia.
| Descrição                         | Total      | Total    | Mulheres   | Mulheres | Homens     | Homens   |
| --------------------------------- | ---------- | -------- | ---------- | -------- | ---------- | -------- |
| unidade                           | habitantes | %        | habitantes | %        | habitantes | %        |
| população                         | 2 244      | 100      | 1 155      | 51,5     | 1 089      | 48,5     |
| área                              | 3,04 km²   | 3,04 km² | 3,04 km²   | 3,04 km² | 3,04 km²   | 3,04 km² |
| densidade populacional (hab./km²) | 738,16     | 738,16   | 380,15     | 380,15   | 358,01     | 358,01   |

## Monumentos históricos
O registro provincial de monumentos inclui:
- Igreja paroquial[14] dedicada a Santo Adalberto, Bispo e Mártir, em estilo enxaimel, agora neogótico, de tijolos, datada de 1824, 1901, 1928, praça Wolności, 29
- Cemitério da igreja
- Casas históricas dos séculos XVIII e XIX:
  - Casa, rua Główna, 46, do século XVIII
  - Casas, rua Grunwaldzka, 9 e 12, em enxaimel, n.º 17 e 18, de 1770, meados do século XIX
  - Casa, rua Koszykarska, 10, em enxaimel, meados do século XIX
  - Casas, rua Kościuszki, n.ºs 1, 2 e 7, em enxaimel, de 1738, meados do século XIX
  - Casas, na rua Poznaściuszki, 1, 4, 16, 19, 20, em enxaimel, n.º 5, século XVIII/XIX
  - Casa, rua Poznańska, n.º 6, do século XVIII
  - Casa, rua Zbąszyńska, 41, meados do século XIX
  - Casa, rua Zjednoczenia, 1, 3, em enxaimel, n.º 18, do século XVIII, meados do século XIX
  - Casas, rua Sikorskiego, 10, do século XIX, n.º 11, em enxaimel, do século XVIII/XIX
- Casa paroquial, praça Wolności, n.º 6, século XVIII; casa, n.º XIX, em enxaimel, meados do século XIX

Outros monumentos:
- Sinagoga
- Cemitério judaico — um cemitério judeu do século XVIII, localizado na estrada para Jablonka Stara, perto do lago judeu.
- Antigo parque do palácio do século XVIII
- Castelo medieval na margem direita do rio Obra

## Transportes
Ao sul da cidade, há um trevo da rodovia A2. Além disso, estradas nacionais e provinciais se cruzam na cidade:
- : Estrada nacional n.º 92: Rzepin — Świebodzin — Trzciel — Poznań — Łowicz — Varsóvia — Mińsk Mazowiecki.
- : Estrada provincial n.º 137: Międzyrzecz — Sulęcin — Słubice.

Há também uma linha de trem que passa pela cidade: Zbąszyń — Międzychód, que não é usada há anos. Nos anos 1929–1939, havia também uma linha de trem para Lutol Dry.

## Esportes
O esporte dominante na cidade é a luta livre. Desde 1980, existe o Clube Esportivo Popular Municipal “Orlęta”.
Na cidade também há um clube de futebol, o Clube Esportivo Municipal e Comunitário “Obra” Trzciel, fundado em 1952, e atua na classe B.

## Galeria

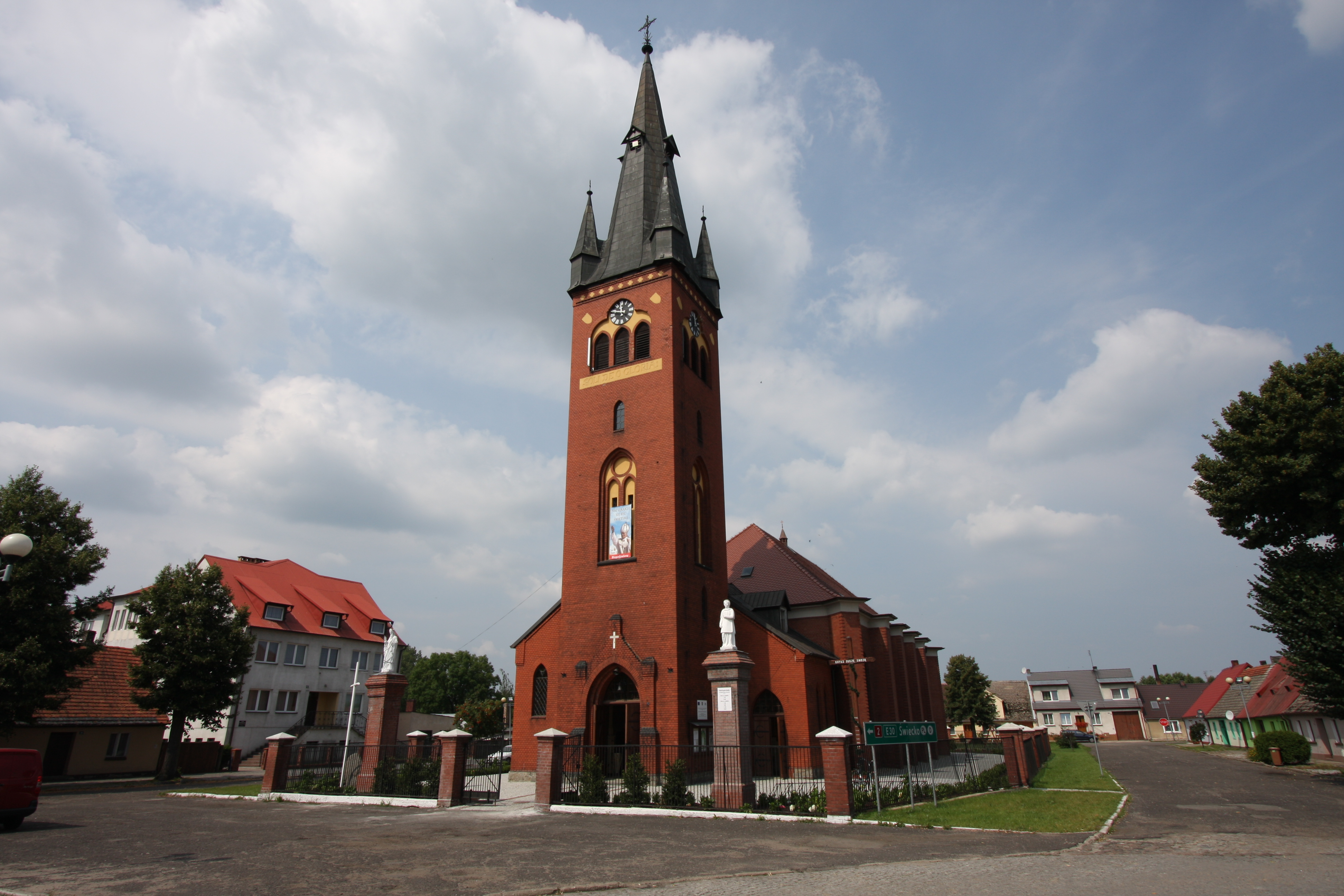
Igreja paroquial
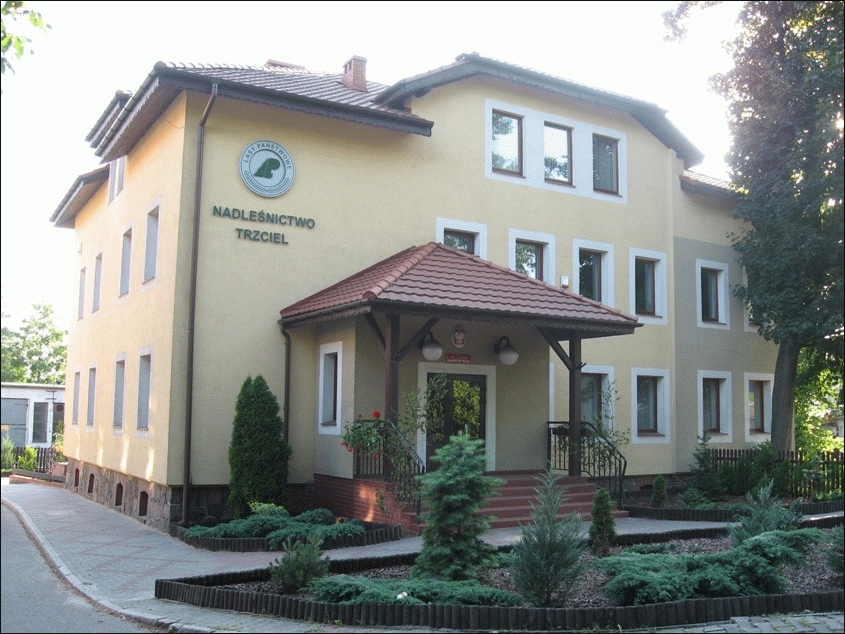
Inspetoria Florestal
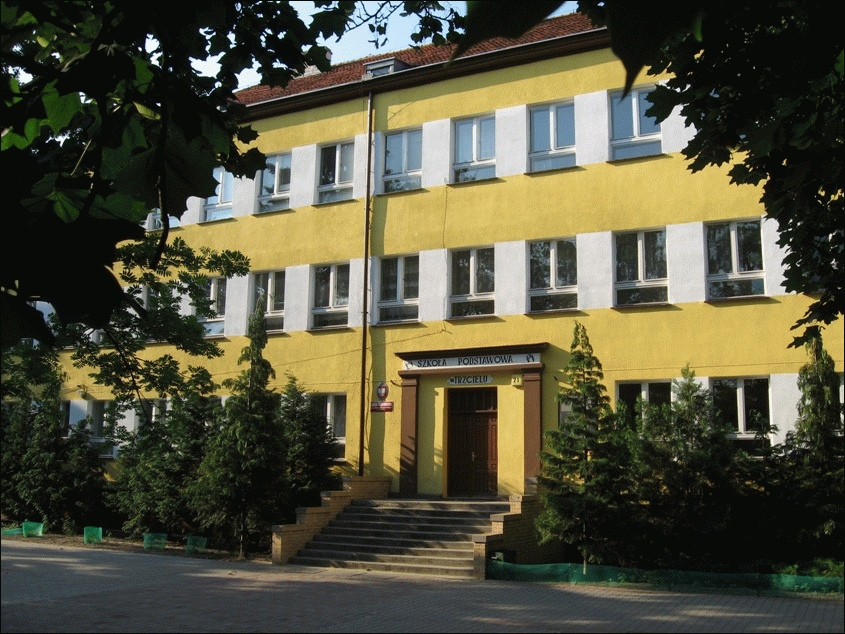
Escola primária Henryk Dobrzański (Hubal)
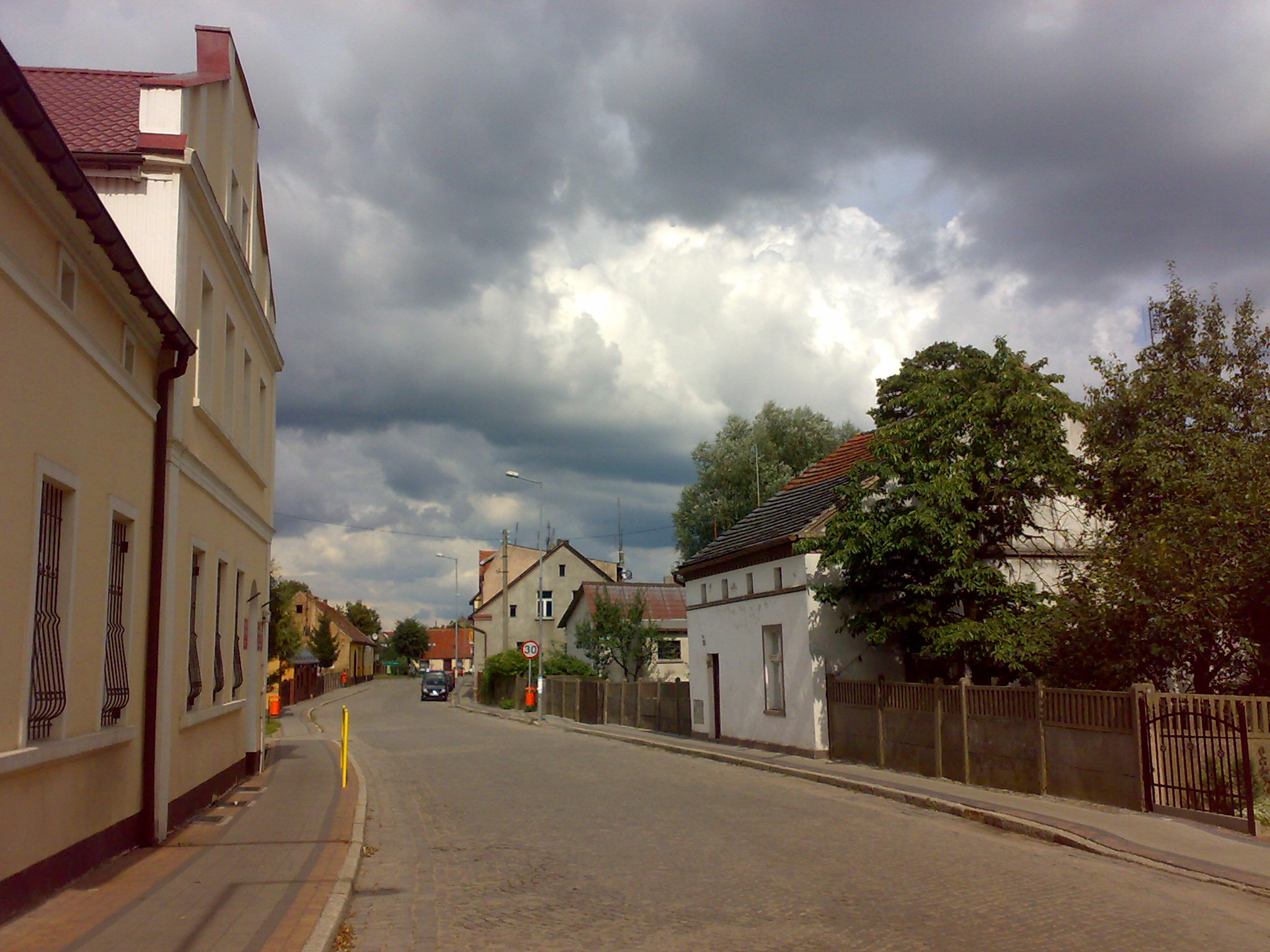
Vista da ponte sobre o rio Obra
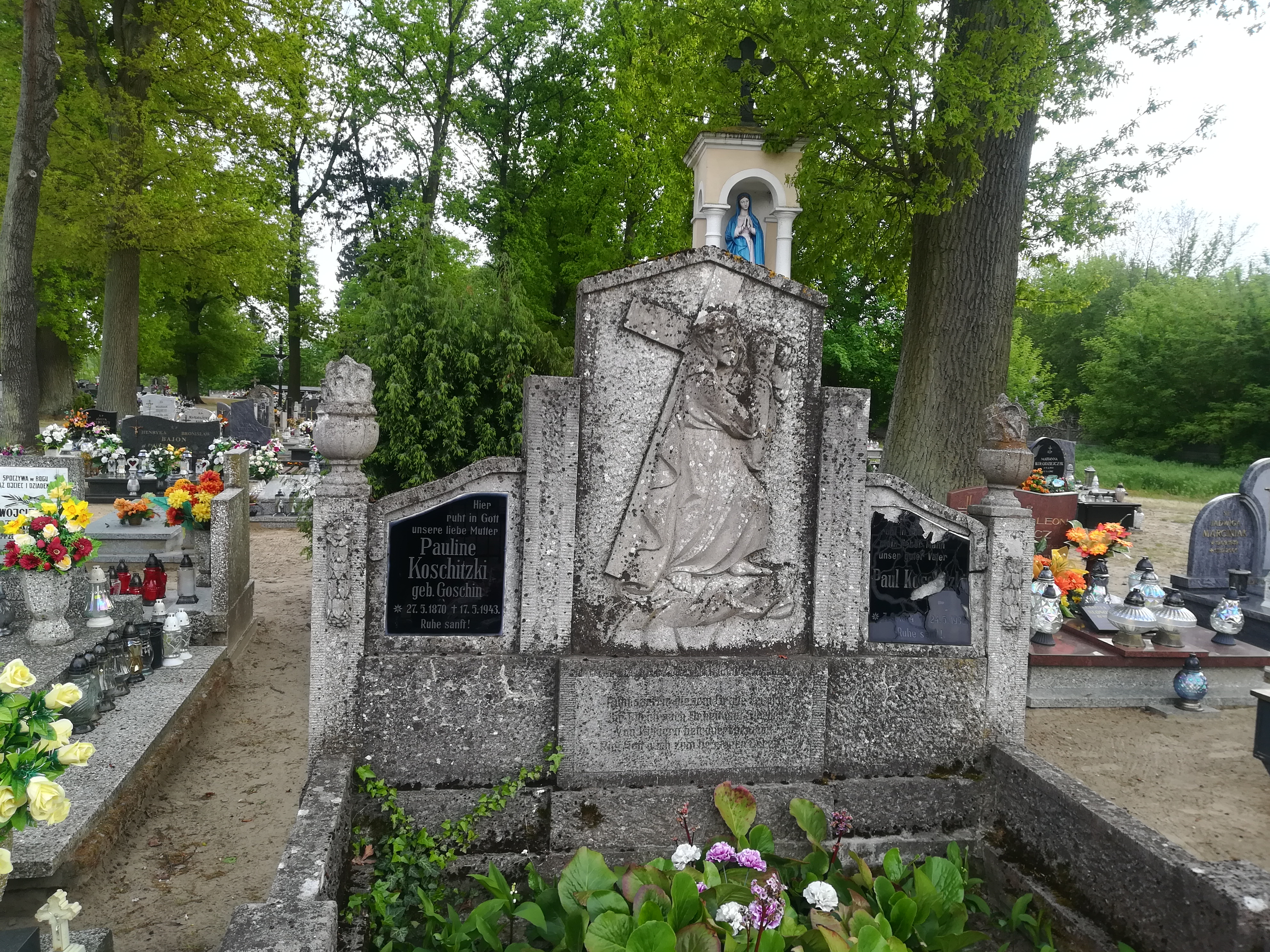
Lápides antigas no cemitério